# Heizungsunterstützung
Mit einer Heizungsunterstützung sind viele Heizungen ausgestattet, um Wärme aus einem alternativen Energieträger zu gewinnen. Dabei wird oft ein herkömmliches Heizsystem mit einer oder verschiedenen zusätzlichen Heizquellen ergänzt, eventuell miteinander verbunden über einen Schichtladespeicher oder Kombispeicher. Damit kann ein Heizkessel, beispielsweise einer Öl- oder Gasheizung, entlastet werden.

## Allgemeines
So nutzen mit Gas betriebene Heizanlagen zum Beispiel Sonnenkollektoren, um Wärme aus der Sonneneinstrahlung zur Verringerung des Gasverbrauchs zu nutzen, oder eine Heizmühle zur Nutzung von Windenergie.
Ein Kaminofen kann ebenfalls als Heizungsunterstützung dienen, entweder zur direkten Erwärmung der Raumluft oder gleichzeitig zum Aufheizen des Wassers von Heizungsanlagen. 
Eine als Heizung eingesetzte Wärmepumpe kann dagegen einen elektrischen Heizeinsatz zur Heizungsunterstützung nutzen, um eine Erwärmung des Heizwassers auch dann zu garantieren, wenn die Funktion der Wärmepumpe versagen sollte, beispielsweise wegen eines Defektes oder aufgrund einer zu geringen Temperatur des wärmeliefernden Mediums.

## Heizungsunterstützung mit erneuerbaren Energien
Durch eine Heizungsunterstützung mit erneuerbaren Energien kann Energie aus fossilen Brennstoffen eingespart werden. Dadurch wird der Primärenergieverbrauch aus Rohstoffvorräten gesenkt und gleichzeitig wird ein Beitrag zur Energiewende geleistet.
Mit einer thermischen Solaranlage kann ein herkömmliches Heizungssystem ergänzt werden. So gibt es sie entweder mit oder ohne Heizungsunterstützung.

### Solarthermie ohne Heizungsunterstützung
Bei einer Solarthermieanlage ohne sogenannter Heizungsunterstützung wird lediglich warmes Trinkwasser bereitet. Im Sommer wird eine herkömmliche Heizungsanlage fast nur zur Trinkwassererwärmung gebraucht. Mit einer einfachen solarthermischen Anlage kann für ein Einfamilienhaus im Jahresverlauf rund 50 bis 60 Prozent des Warmwasserenergiebedarfs bereitgestellt werden; das entspricht einer Einsparung von etwa 10 Prozent des Gesamtenergiebedarfs. Solaranlagen mit reiner Trinkwassererwärmung waren in der Vergangenheit die gängige Ausführung, inzwischen werden deutlich öfter Anlagen mit gleichzeitiger Heizungsunterstützung installiert.

### Solarthermie mit Heizungsunterstützung
Bei Anlagen mit Heizungsunterstützung wird zusätzlich zur Trinkwassererwärmung außerdem Heizwärme zur Wohnraumheizung erzeugt. Dabei wird Heizwasser erwärmt oder zumindest vorgewärmt. Bei diesen Anlagen werden in aller Regel deutlich höhere solare Deckungsgrade des Gesamtheizbedarfs erreicht und damit die Sonnenenergie besser genutzt. Die Fläche von Sonnenkollektoren muss für den Fall mit Heizungsunterstützung etwa doppelt so groß und die installierte Anlage umfangreicher ausgeführt sein. Dadurch kann in den Übergangsjahreszeiten, also im Frühjahr und Herbst, im Vergleich zu einem System ohne Heizungsunterstützung ein größerer Anteil des Heizbedarfs solar gedeckt werden. Je nach Rahmenbedingungen kann bei einem Einfamilienhaus mit einer solaren Heizungsunterstützung etwa 20 Prozent des vorherigen Brennstoffbedarfs eingespart werden.